# Eremochelis andreasana
Eremochelis andreasana är en spindeldjursart som först beskrevs av Muma 1962.  Eremochelis andreasana ingår i släktet Eremochelis och familjen Eremobatidae. Inga underarter finns listade i Catalogue of Life.